# Depot von Halle
Das Depot von Halle (auch Hortfund von Halle) ist ein Depotfund der frühbronzezeitlichen Aunjetitzer Kultur (2300–1550 v. Chr.) aus Halle (Saale) (Sachsen-Anhalt). Das Depot wurde vom Museum für Vor- und Frühgeschichte in Berlin erworben, ist aber heute verschollen.

## Fundgeschichte
Das Depot wurde vor 1900 gefunden. Die Fundumstände und der genaue Fundort sind unbekannt.
Aus dem Stadtgebiet von Halle sind noch mehrere weitere Depotfunde der Aunjetitzer Kultur bekannt: Das Depot von Halle-Giebichenstein, die Depots I, II und III von Halle-Kanena und das Depot von Halle-Reideburg.

## Zusammensetzung
Das Depot bestand aus 15 Bronzegegenständen: sechs rundstabige Ösenhalsringe, ein schwerer offener ovaler Ring und acht Randleistenbeile.